# Přírodnina
Přírodnina či přírodní látka je hmotná složka živé nebo neživé přírody, která je předmětem přírodovědného zkoumání nebo ukázky ve výuce, zejména na školách.

## Rozdělení
Přírodniny rozdělujeme na živé a neživé:
- živé přírodniny žijí, dýchají, rozmnožují se, přijímají potravu. Živé přírodniny jsou zvířata, rostliny a houby. Carl Linné rozdělil živé přírodniny (kategorizoval je, viz taxonomie) do druhů, rodů, řádů, tříd a říší a každému druhu dal dvě jména, jedno rodové, jedno druhové,
- neživé přírodniny nežijí, nejedí, nerozmnožují se atd. Neživé přírodniny jsou např. horniny, minerály, voda, vzduch.[3]